# Sim Jae-won
Sim Jae-won (심재원; * 11. März 1977 in Daejeon) ist ein ehemaliger südkoreanischer Fußballspieler. Er spielte für Eintracht Frankfurt in der 2. Bundesliga und für verschiedene K-League-Clubs, war südkoreanischer Nationalspieler und hat an den Olympischen Sommerspielen 2000 in Sidney teilgenommen.

## Leben und Karriere

### Vereine
Sim begann seine Fußballkarriere im Team der Yonsei University, wo er von 1996 bis 1999 spielte. Im Jahr 2000 wechselte er zu Busan l’Cons in die K-League. Zur Saison 2001/02 ging er auf Leihbasis nach Europa zu Eintracht Frankfurt, das zuvor zum zweiten Mal in die 2. Bundesliga abgestiegen war. Für die Eintracht debütierte er am 6. August 2001 gegen den SV Waldhof Mannheim. Sim bestritt 19 Liga- sowie zwei DFB-Pokalspiele für die Eintracht, die den angestrebten Wiederaufstieg in die Bundesliga aber verfehlte. Nach nur einer Saison in Frankfurt kehrte Sim 2002 zu Busan I'Cons zurück. Von 2004 bis 2005 spielte er für den Militärverein Gwangju Sangmu FC. 2006 wechselte er erneut zurück zu Busan I'Cons (jetzt Busan IPark). 2009 schloss er sich chinesischen Club Changsha Ginde (Chinese Super League) an. Seine letzte Station als Fußballspieler hatte er bei Gangneung Citizen FC (Korea National League), wo er im Dezember 2010 seine Karriere beendete.

### Nationalmannschaft
Sim wurde ab 1996 in die Juniorennationalmannschaft berufen und nahm an der Junioren-Fußballweltmeisterschaft 1997 teil. Die südkoreanische U-20-Nationalmannschaft schied nach Niederlagen gegen Brasilien und Frankreich bereits nach der Vorrunde aus.
1998 debütierte er für die südkoreanische Nationalmannschaft. Beim 9:0 im Qualifikationsspiel gegen Laos für den Asiencup erzielte er am 5. April 2000 sein erstes Tor in der Nationalmannschaft. Im selben Jahr gehörte er dem Kader der Olympia-Auswahlmannschaft an. Beim olympischen Fußballturnier von Sidney kam er in allen drei Gruppenspielen zum Einsatz; Südkorea schied aber nach Gruppenphase aus.
Ebenfalls im Jahr 2000 gehörte Sim dem koreanischen Team bei der Asienmeisterschaft im Libanon an, bei dem Südkorea den dritten Platz erreichte. 
Sim kam zwischen 1998 und 2002 auf insgesamt 19 Spiele in der Nationalelf, in denen er 2 Tore erzielte.